# Noctubourgognea coppingeri
Noctubourgognea coppingeri là một loài bướm đêm thuộc họ Noctuidae. Nó được tìm thấy ở vùng Magallanes và Antartica Chilena của Chile và Patagonia.
Sải cánh dài khoảng 40 mm.